# Franz Clement
Franz Joseph Clement (ur. 17 listopada 1780 w Wiedniu, zm. 3 listopada 1842 tamże) – austriacki skrzypek i kompozytor.

## Życiorys
Debiutował publicznie jako skrzypek w 1788 roku, następnie odbył trzyletnie tournée koncertowe po Niemczech, Belgii i Anglii. W 1791 roku występował podczas londyńskich koncertów Josepha Haydna. W latach 1801–1811 i 1817–1821 był koncertmistrzem Theater an der Wien. W 1806 roku wykonał partię solową podczas prawykonania dedykowanego mu Koncertu skrzypcowego D-dur op. 61 Ludwiga van Beethovena. W 1811 roku odbył podróż koncertową do Rosji. W 1813 roku objął posadę koncertmistrza opery w Pradze, której dyrektorem był wówczas Carl Maria von Weber.
Cieszył się sławą znakomitego wirtuoza, jednak z powodu braku systematycznego ćwiczenia i upodobania do udziwnionego repertuaru szybko stracił popularność. Zmarł w biedzie. Skomponował 6 koncertów skrzypcowych, 21 concertin skrzypcowych, koncert fortepianowy, 3 uwertury, mszę, utwory kameralne.